# Chaveignes
Chaveignes ist eine französische Gemeinde mit 562 Einwohnern (Stand: 1. Januar 2022) im Département Indre-et-Loire in der Region Centre-Val de Loire; sie gehört zum Arrondissement Chinon und zum Kanton Sainte-Maure-de-Touraine. Die Einwohner werden Chaveignais genannt.

## Geographie
Die Gemeinde Chaveignes liegt an der Veude im Regionalen Naturpark Loire-Anjou-Touraine, etwa 16 Kilometer südsüdöstlich von Chinon. Im Südwesten der Gemeinde markiert die Mable die Gemeindegrenze. Nachbargemeinden von Chaveignes sind Champigny-sur-Veude im Westen und Norden, La Tour-Saint-Gelin im Nordosten, Courcoué im Osten, Braslou im Südosten, Braye-sous-Faye im Süden sowie Richelieu im Südwesten und Westen.

## Bevölkerungsentwicklung
| Jahr                       | 1962 | 1968 | 1975 | 1982 | 1990 | 1999 | 2006 | 2013 | 2021 |
| Einwohner                  | 641  | 624  | 554  | 617  | 654  | 595  | 535  | 564  | 563  |
| Quellen: Cassini und INSEE |      |      |      |      |      |      |      |      |      |

## Sehenswürdigkeiten

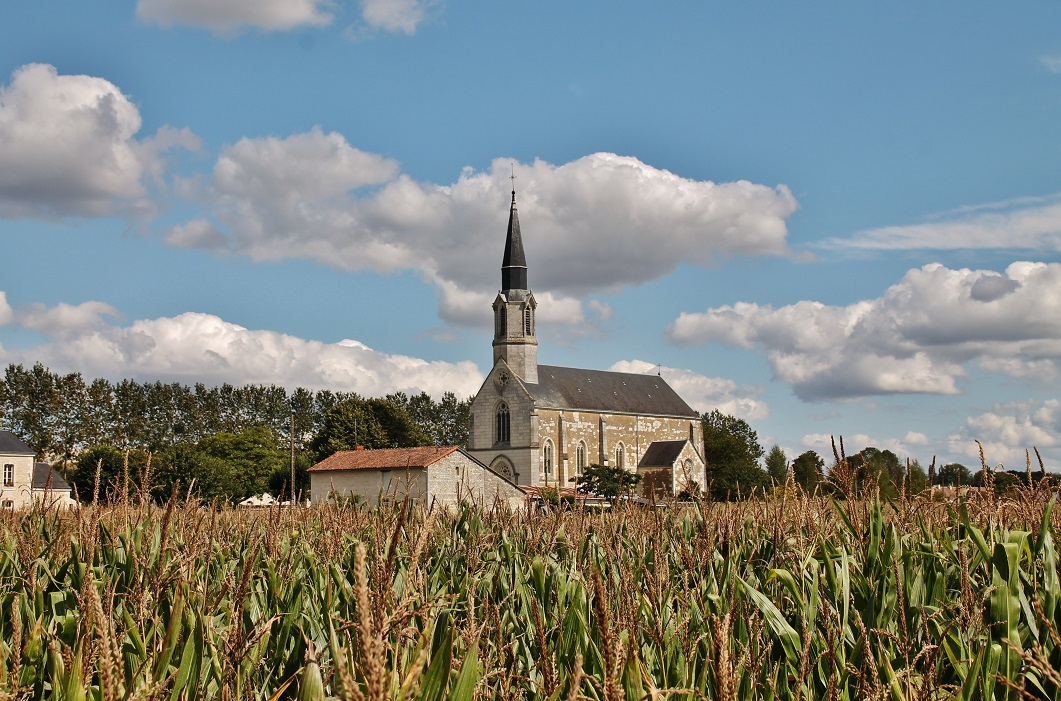
Kirche Saint-Pierre
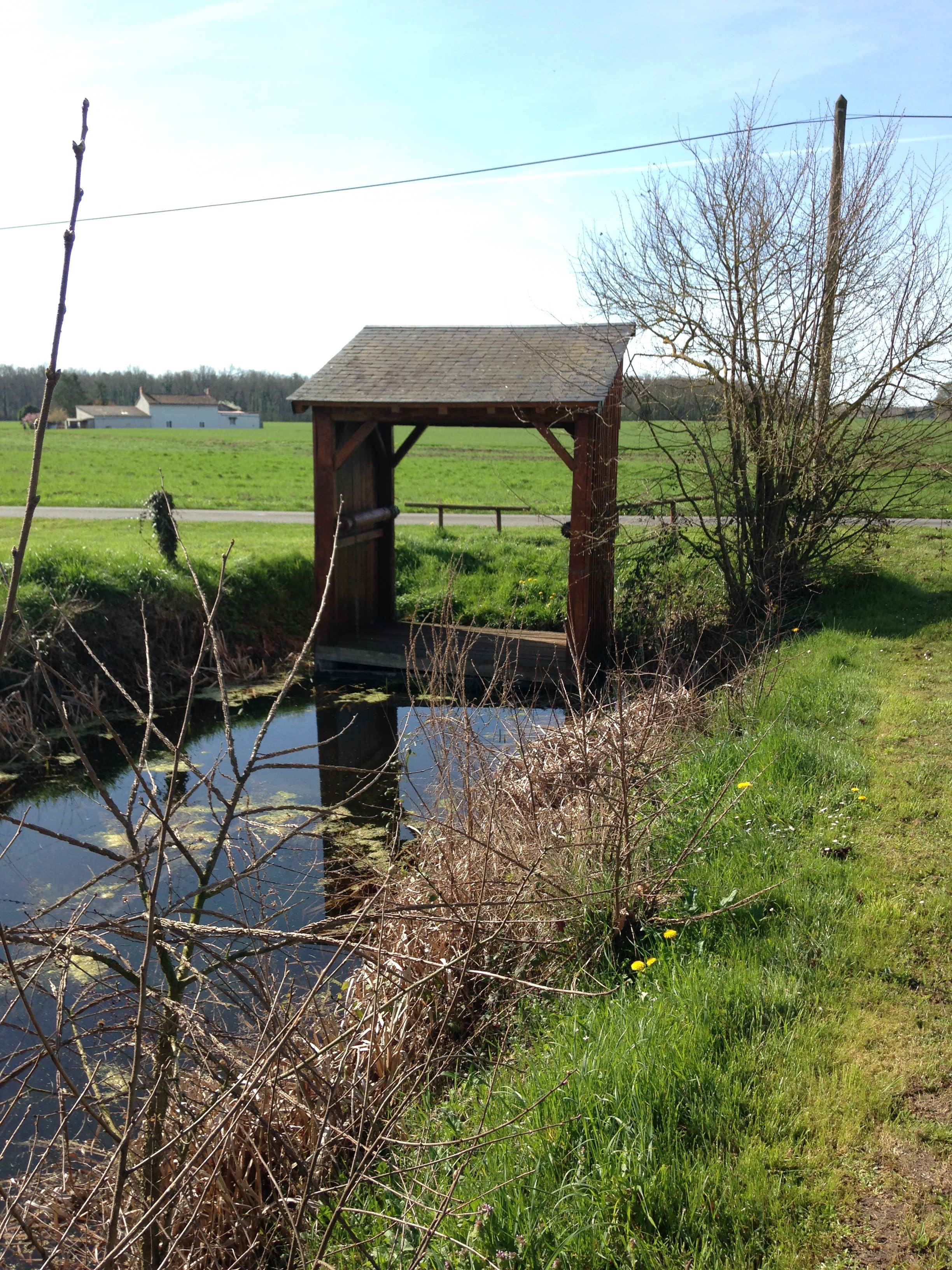
Ehemaliger öffentlicher Waschplatz

- Schloss La Vrillaye
- Schloss Le Verger
- Schloss La Pichardière

- Kirche Saint-Pierre
- Ehemaliger öffentlicher Waschplatz